# Benas Veikalas
Benas Veikalas (Joniškis, 24 settembre 1983) è un ex cestista lituano.